# آنا فیدلیا کیروت
آنا فیدلیا کیروت (اسپانیایی: Ana Fidelia Quirot‎؛ زادهٔ ۲۳ مارس ۱۹۶۳) دونده اهل کوبا بود.
از افتخارات وی میتوان به کسب مدال نقره بازی‌های المپیک تابستانی ۱۹۹۶ و مدال برنز بازی‌های المپیک تابستانی ۱۹۹۲ دو ۸۰۰ متر اشاره کرد.